# Ateneu Musical i d'Ensenyament Banda Primitiva de Llíria
La Banda primitiva de Llíria, considerada la més antiga de l'Estat espanyol, fou fundada el 1819 pel pare franciscà Fra Antoni Albarracín Enguídanos com a grup de música de vent, amb el nom de Música Militar de Llíria (1847) o Sociedad Música de Llíria (1849) i el 1858 pel definitiu de Música Vella o Primitiva, per oposició a la Unió Musical de Llíria. L'any 1888 concursa per primera vegada al Certamen de València, aconseguint el primer premi. Guardó que ha repetit nombroses vegades al llarg del segle passat.
Ha sigut dirigida, a més dels seus directors titulars, per alguns de les més prestigioses batutes europees com Sergiu Celibidache, Carlo Maria Giulini, Antal Dorati, Desirée Dondaine, Odón Alonso, Rafael Frühbeck de Burgos, Jan Molenar, Luís Cobos, Manuel Galduf i Jan Cober.

## Vegeu també

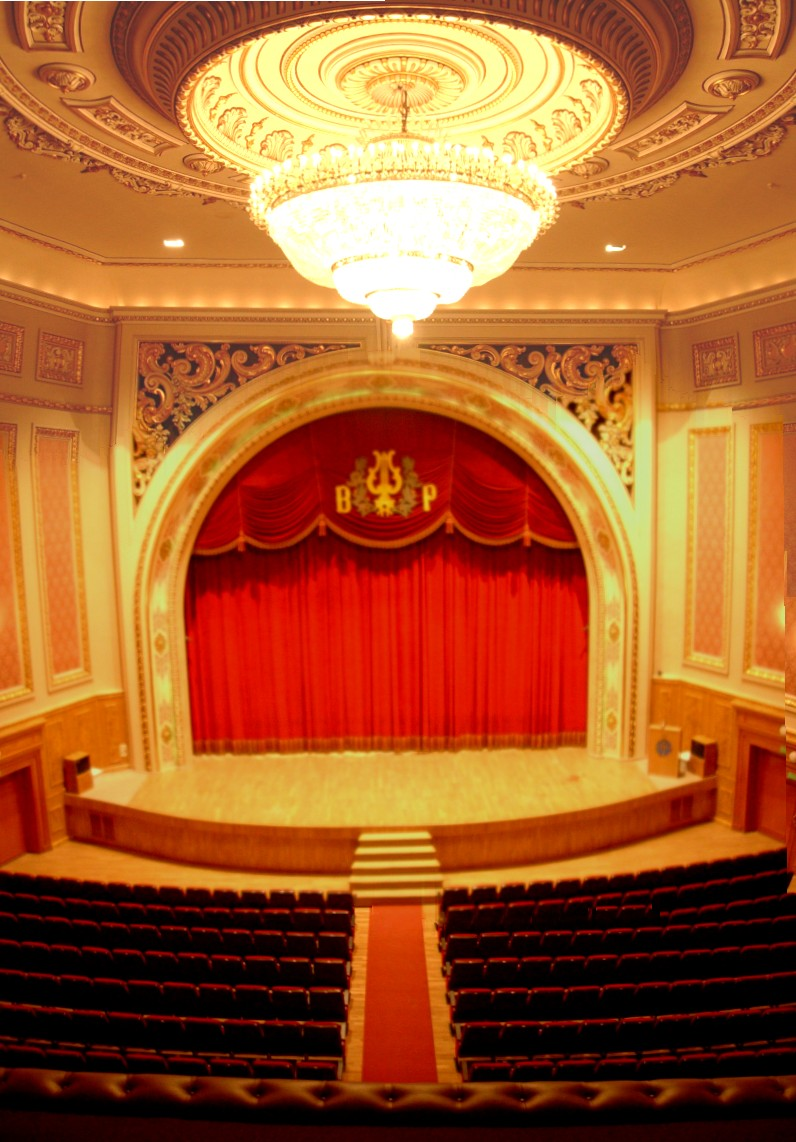
Teatre de la Banda Primitiva de Llíria